# Arqa
Arqa är en stad i norra Libanon, nära Miniara i distriktet Akkar i guvernementet Mohafazat Liban-Nord.
Under romartiden var Arqa känt som Arca Caesarea och var då en stad i Fenicien. Den var födelseort för den romerske kejsaren Alexander Severus.
Under första korståget var Arqa en strategisk kontrollpunkt på vägen från Tripoli till Tartus och Homs. Borgen belägrades under tre månader av Raimond av Saint Gilles år 1099 och intogs 1108 av Wilhelm Jordan, greve av Tripoli. När Tripoli förstördes 1289 förlorade  Arqa sin strategiska betydelse.
Utgrävningarna av höjdplatån Tel Arqa  började 1972 och har fortsatt sedan dess med avbrott för inbördeskriget. De äldsta fynden är från den yngre stenåldern. Sedan 1996 har utgrävningarna fokuserats på lämningar från bronsåldern.